# Leontari
Leontari  este un oraș în Grecia în Prefectura Arcadia.